# Tiszadada megállóhely
Tiszadada megállóhely egy Szabolcs-Szatmár-Bereg vármegyei megállóhely melyet a MÁV üzemeltetett. Jelenleg a vasúti forgalom szünetel.

## Vasútvonalak
A megállóhelyet az alábbi vasútvonalak érintik:
- Ohat-Pusztakócs–Görögszállás-vasútvonal

## Kapcsolódó állomások
A vasúti megállóhelyhez az alábbi állomások vannak a legközelebb:
- Tiszadob megállóhely (Ohat-Pusztakócs–Görögszállás-vasútvonal)
- Tiszalöki Vízművek megállóhely (Ohat-Pusztakócs–Görögszállás-vasútvonal)

## Forgalom
A megállóhelyen és rajta áthaladó vasútvonal egy szakaszán a vasúti forgalom 2009. december 13-a óta szünetel.

## Megközelítése
A megállóhely Tiszadada déli szélén helyezkedik el, közúti megközelítését a helyi, önkormányzati Vasút utca teszi lehetővé.